# Growing Concern
I Growing Concern sono stati un gruppo musicale hardcore punk italiano originario di Roma, appartenente alla scena positive hardcore italiana degli anni '90.

## Storia

### 1989 1991: Gli esordi nella neonata scena positive hardcore
I Growing Concern nacquero a Roma nel 1989 e furono una delle prime band di hardcore italiano a prendere come ispirazione la scena positive hardcore statunitense, dando così avvio alle sonorità che caratterizzeranno il genere negli anni '90.
Fu del 1990 la loro prima cassetta autoprodotta chiamata Hood Crew, a cui seguì la partecipazione alla compilazione Between the Clouds (Green Records / SOA Records, 1991).
Il 17 novembre 1990 i Growing Concern parteciparono al festival presso l'Isola nel Kantiere di Bologna che presentava la nuova scena hardcore assieme ai Creepshow, agli One Step Ahead, ai Think Twice ed agli Hide Out, in un concerto che rimarrà storico anche grazie alla documentazione su 7" pubblicata con il titolo It's Pounding In! (Isola nel Kantiere Production, 1991).
Di lì a poco la band pubblicò il suo primo EP su 7" intitolato What We Say per la Break Even Point Records, 1991), a cui seguì l'album Disconnection pubblicato per la romana SOA Records.

## Discografia

### Album
- 1992 - Disconnection
- 1994 - Seasons of War

### Singoli, EP e demo
- 1990 - Hood Crew 1990
- 1991 - What We Say
- 1994 - Love and War
- 1995 - No Submission / Motherfuckers split con gli Squawk It Up!
- 1997 - Never Fades Away

### Greatest Hits
- 1993 - Disconnection Plus

## Filmografia
- RMHC. 1989/1999 Hardcore a Roma - regia: Giulio Squillacciotti